# Heinrich Alexander von Arnim
Heinrich Alexander von Arnim (Berlin, 1798. február 13. – Düsseldorf, 1861. január 5.) báró, porosz diplomata és államminiszter.

## Élete
Részt vett az 1813-15-ös szabadságharcokban öt testvérével együtt, majd 1820-ban állami szolgálatba lépett. Követségi titkár volt Münchenben, Koppenhágában és Nápolyban. Nápolyban megismerkedett a trónörökössel, IV. Frigyes Vilmossal, aki nagy pártfogója lett. IV. Frigyes Vilmos 1840-ben brüsszeli, 1846-ban pedig párizsi követté nevezte ki. Megkötötte az 1844-es belga-porosz kereskedelmi szerződést, és Mein handelspolitisches Testament (Berlin, 1844) című művével hatalmasan kikelt a védvámosok ellen. Párizsban a februári forradalomig maradt. Berlinbe visszatérve, 1848. március 17-én emlékiratot adott át a királynak, melyben szabadelvű reformokat és német-nemzeti politikát sürgetett. Tőle származik a királynak március 21-én kiadott nagyjelentőségű nyilatkozata is. Külügyminiszter volt március 21-től június 20-ig. Azután egy időre visszavonult és megírta hatásos röpiratait: Frankfurt und Berlin (Frankfurt, 1848) és Ueber die Mediatisationsfrage (uo. 1849). Mint az első kamarának tagja, 1849-től 1851-ig a német alkotmányos párthoz tartozott és erélyes módon küzdött a győzedelmes reakció ellen. Miután a kamarában nem bírt nézeteinek érvényt szerezni, «meg nem tartott beszédeit» adta ki, műnek mely nagy hatása volt. Kiadta még a Zur Politik der Epigonen in Preussen (Berlin, 1850) és a Zur Polltik der Contrerevolution in Preussen (uo. 1851) című röpiratokat. Ez utóbbi miatt perbe fogták és fényes védelme dacára pénzbírságra ítélték. Ez időtől fogva visszavonultan élt, míg nem Manteuffel bukása után Berlin egyik kerületében képviselővé választották. Betegeskedése miatt azonban a fölvirradt új korszakban nagyobb tevékenységet nem fejthetett ki.